# Cristian Toala
Cristhian Gabriel Toala Vera (ur. 9 kwietnia 1990) – ekwadorski judoka.
Startował w Pucharze Świata w latach 2012-2014. Zdobył cztery medale na mistrzostwach panamerykańskich w latach 2012 - 2015. Srebrny medalista igrzysk Ameryki Południowej w 2010. Wygrał igrzyska boliwaryjskie w 2009; trzeci w 2013. Zdobył dwa medale mistrzostw Ameryki Południowej.